# غلافی
غلافی (Monochoria) سرده‌ای از گیاهان علفی مردابی یا آبزی چندساله (یا در شرایط نامساعد یک ساله) با هشت گونه است که در مناطق گرمسیری و نیمه‌گرمسیری آفریقا و آسیا و استرالیا می‌روید. ساقه آنها ایستاده یا خزنده و گُل‌آذینشان خوشه‌ای یا شبه چتری است که در جوانی غلافهای برگ‌مانند پهنی آن را در بر می‌گیرد. گل‌های این سرده شش پرچم با تخمدانی سه‌خانه‌ای و تخمکهای فراوان در هر خانه دارد؛ و گلهای این گیاه یا دُمگل ندارند یا دُمگلشان کوتاه است و قطعات آنها تقریباً تا قاعده جداازهم هستند؛ میوه آنها پوشینه حجره‌گشای سه‌کفه‌ای است.